# Soldat
Soldat — двухмерная игра от польского программиста по имени Ми́хал Марчинко́вский (пол. Michał Marcinkowski). Это так называемый side-scroller, в котором воплощены идеи Liero и Worms, совмещенные с некоторыми элементами Counter-Strike и Quake. Статус игры — shareware. В зарегистрированной версии доступно изменение цвета топливных огней, встроенный MP3-плеер, установка настраиваемых интерфейсов, создание персональных пользовательских профилей и просмотр статистики матча. Начиная с версии 1.7.0 была добавлена поддержка текстур высокого разрешения, а графический движок был переписан с DirectX 8.1 на OpenGL.

## Геймплей
В Soldat игрок управляет небольшим солдатом, внешний вид которого можно настроить. Все режимы игры «заточены» под игру с другими людьми в сети Internet или LAN, впрочем, можно подключить и ботов. В игре присутствуют такие классические режимы, как Deathmatch, Capture the Flag, Teammatch, а также Infiltration, Hold the Flag, Rambomatch и Pointmatch. В некоторых режимах защита флага является главной целью, в то время как в других это — получить как можно больше фрагов. Capture the Flag и Deathmatch являются наиболее популярными режимами. Выбор оружия в игре достаточно велик. Несколько (половину от максимального возможного на сервере числа с округлением в большую сторону) гранат игрок получает с начала игры, пополнять запас можно из ящиков, находящихся на карте. «Ракетные ботинки» помогают игроку передвигаться по карте, которая обычно состоит из нескольких уровней/этажей, или беспорядочно разбросанных в пространстве полигонов. На некоторых серверах включены бонусы, которые либо временно увеличивают ущерб, который наносит игрок (Berserker), либо временно делают игрока практически невидимым (Predator), либо снаряжают игрока огнеметом и делают неуязвимым (FlameGod) на короткий промежуток времени. Аптечки (в игре — «Medkits»), восстанавливающие здоровье игрока до 100%, как и гранаты, разбросаны по всей карте если не включен режим "Выживание" (Survival Mode). После смерти игрок отправляется на respawn и может выбрать другое оружие—этот цикл повторяется на всем протяжении игры, если только не включен режим "Выживание" (Survival Mode) (в этом случае respawn невозможен, пока все игроки не принадлежащие одной команде не будут мертвы).
В игре существует опция «Realistic Mode» (реалистичный режим) — если включить его, то:
- У оружия появляется отдача (прицел и экран с каждым выстрелом смещаются вверх).
- Игрок перестаёт видеть противников, находящихся у него за спиной, за холмами и т.д.
- При падениях игрок теряет часть здоровья.
- Бонусы (за исключением аптечек и гранат) удаляются из игры.
- Максимальное количество здоровья уменьшается вдвое.

Игра протекает очень быстро и хаотично. Тела и их части, благодаря ragdoll, зачастую от взрывов и попаданий пуль разлетаются, иногда части тела летят через всю карту.

### Карты
Карты в Soldat являются небольшими двухмерными аренами, большинство из них созданы для быстрой игры. Карты для Deathmatch режима являются общими для режимов Deathmatch, Pointmatch, Rambomatch, и Teamatch, в то время как у CTF, Infiltration, и HTF режимов собственные типы карт.
Каждая карта состоит из множества текстурированных треугольных полигонов, образующих ландшафт. В отличие от Liero, ландшафт нельзя разрушить. Объекты, такие как кусты или камни, могут создать предпосылки для кэмперства, не поощряемого на многих серверах. Полигоны могут ранить, убивать, поджигать или восстанавливать здоровье тем, кто на них стоит. Есть полигоны которые можно прострелить, но нельзя пройти или наоборот. Иногда полигоны могут пройти/прострелить участники только одной команды. Начиная с версии 1.6.7 введены односторонне проходимые полигоны. Погода: снег или дождь, используется на некоторых картах.
Так как карты состоят из полигонов, игроки могут случайно попасть между ними и застрять в земле. Это так называемый polybug(полибаг), который чаще всего встречается на плохо сделанных картах. Большинство полибагов невозможно повторить, но некоторые самые известные используются нечестными игроками для получения преимущества.

## Сообщество
Около 80 серверов и 40 игроков находятся онлайн почти в любое время.

## Оценки игры и упоминания в прессе
| Иноязычные издания    | Иноязычные издания |
| Издание               | Оценка             |
| --------------------- | ------------------ |
| GameSpot              | 8,7 из 10          |
| Softpedia             | 4,4 из 5           |
| CNet.com              | 4,5 из 5           |
| GameArena             | 9 из 10            |
| Softonic              | 9 из 10            |
| Clubic                | 4,5 из 5           |
| Abandonia Reloaded    | 4,5 из 5           |
| Freegame.cz           | 78 %               |
| Русскоязычные издания |                    |
| Издание               | Оценка             |
| Absolute Games        | 82 %               |
| PlayGround.ru         | 9,6 из 10          |

- Ноябрьский номер журнала «Игромания» №11(86) за 2004-й год[16] содержал небольшую заметку об игре, а на диске в разделе "Online" был представлен инсталлятор Soldat.
- В 2007 году журнал «Страна Игр»[17] (номер #231) опубликовал статью «Как стать солдатом в Сети?», дав информацию о проводимых чемпионатах, лигах и активном сообществе игры.

### Официальные сайты
- Официальный сайт Soldat (пол.) (англ.)
- Официальные форумы

### Неофициальные сайты
- Интервью с Michał Marcinkowski